# Сем Гріффітс
Сем Гріффітс (англ. Sam Griffiths, нар. 27 травня 1972) — австралійський вершник, бронзовий призер Олімпійських ігор 2016 року.

## Виступи на Олімпіадах
| Олімпіада           | Дисципліна               | Місце |
| ------------------- | ------------------------ | ----- |
| Лондон 2012         | індивідуальне триборство | DNF   |
| Лондон 2012         | командне триборство      | 6     |
| Ріо-де-Жанейро 2016 | індивідуальне триборство | 4     |
| Ріо-де-Жанейро 2016 | командне триборство      | 3     |

## Зовнішні посилання
- Сем Гріффітс — олімпійська статистика на сайті Sports-Reference.com (англ.) (архівна версія)